# بينيتو كاربوني
بينيتو كاربوني (بالإيطالية: Benito Carbone)‏ (14 أغسطس 1971 ببانيارا كالابرا في إيطاليا - ) هو مدرب كرة قدم ولاعب كرة قدم إيطالي في مركز الهجوم. شارك مع منتخب إيطاليا تحت 18 سنة لكرة القدم ومنتخب إيطاليا تحت 21 سنة لكرة القدم. أما مع النوادي، فقد لعب مع أستون فيلا وإنتر ميلان وبرادفورد سيتي وديربي كاونتي وسيدني إف سي وشيفيلد وينزداي ونادي أسكولي ونادي بارما ونادي تورينو ونادي روما ونادي ريجينا ونادي فيتشينزا ونادي كاتانزارو ونادي كومو ونادي ميدلزبره ونادي نابولي ونادي كاسيرتانا واتحاد بافيا لكرة القدم.

## وصلات خارجية
- بينيتو كاربوني على موقع قاعدة بيانات كرة القدم.إي يو (الإنجليزية)
- بينيتو كاربوني على موقع Soccerbase.com (لاعب) (الإنجليزية)
- بينيتو كاربوني على موقع عالم كرة القدم.نت (الإنجليزية)